# Chevrières (Loara)
Chevrières – miejscowość i gmina we Francji, w regionie Owernia-Rodan-Alpy, w departamencie Loara.
Według danych na rok 1990 gminę zamieszkiwały 633 osoby, a gęstość zaludnienia wynosiła 44 osoby/km² (wśród 2880 gmin regionu Rodan-Alpy Chevrières plasuje się na 1036. miejscu pod względem liczby ludności, natomiast pod względem powierzchni na miejscu 813.).

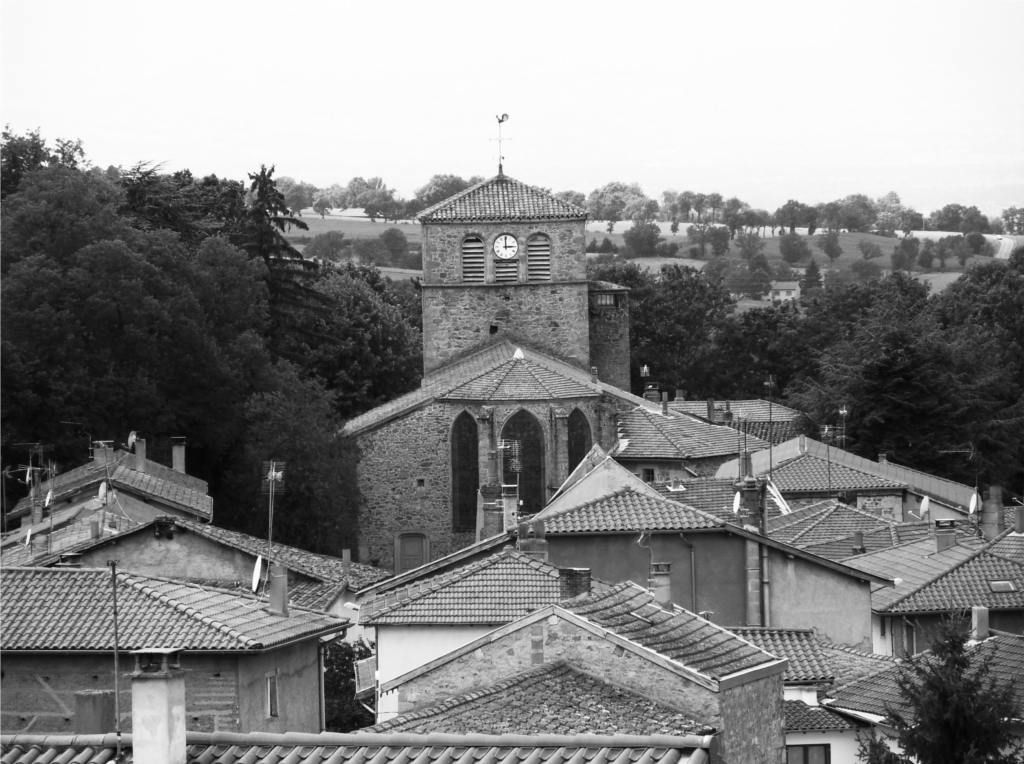
Kościół w Chevrières, 2010